# England expects that every man will do his duty

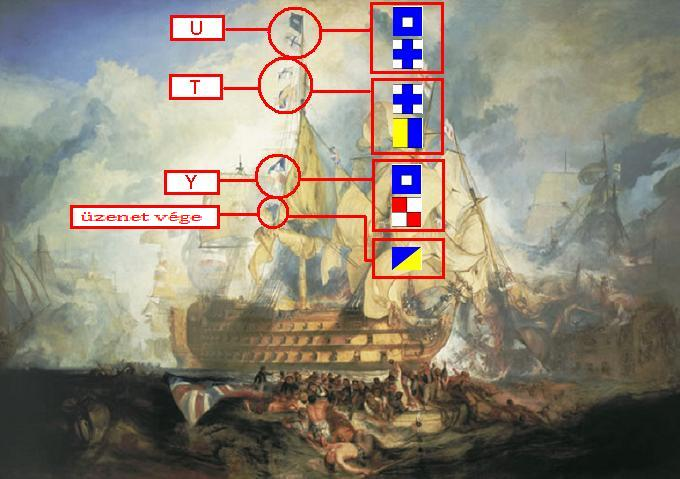
William Turner Trafalgari csata című festményén (olajfestmény vásznon, 1822–1824) látszik e híres üzenet utolsó három betűje, amint a Victoryn lobog

Az „England expects that every man will do his duty” („Anglia elvárja, hogy mindenki megtegye kötelességét”) Horatio Nelson admirális, Nelson első vikomtja zászlójelzése volt HMS Victory nevű zászlóshajójáról, amikor a trafalgari csata kezdetéhez közeledett 1805. október 21-én. A trafalgari csata volt a napóleoni háborúk döntő tengeri ütközete, mely Nagy-Britannia és Írország Egyesült Királyságának juttatta a tengerek feletti irányítást, kizárva egy francia invázió lehetőségét Britannia elfoglalására. Bár a jelzés pontos szövege körül a csata után felmerült némi zavar, a győzelem jelentősége és Nelson halála miatt a kifejezés beleivódott az angol pszichébe, és gyakran idézik, fogalmazzák újra és utalnak rá mind a mai napig.

## Zászlójelzések a csata közben
Ahogy a brit flotta közeledett a vele szemben álló francia és spanyol flottához, Lord Nelson megüzente hajóinak a szükséges csataparancsokat. Az elkövetkező események jelentőségének tudatában azonban Lord Nelson valami különlegeset tartott szükségesnek. Utasította a jelzőtisztjét, John Pasco hadnagyot, hogy amilyen gyorsan csak lehet, továbbítsa a flottának az England confides that every man will do his duty (’Anglia biztos benne, hogy mindenki megteszi kötelességét’) üzenetet. Pasco azt javasolta Nelsonnak, hogy a confides (’biztos’ vagy ’bízik benne’) helyett az expects (’elvárja’ vagy ’számít rá’) kifejezést használják, mivel az utóbbi benne volt a jelkönyvben, míg a confides‑t betűnként kellett volna eljelelni. Nelson belement a cserébe (annak ellenére, hogy az expects kevésbé keltett biztos benyomást, mint a confides):
Őlordsága odajött hozzám a taton, és miután bizonyos jeleket elküldetett, körülbelül negyed órával dél előtt, azt mondta, »Pasco úr, azt kívánom mondani a flottának, ENGLAND CONFIDES THAT EVERY MAN WILL DO HIS DUTY [Anglia biztos benne, hogy mindenki megteszi kötelességét]«, majd hozzátette »Gyorsnak kell lennie, mert van még egy üzenetem a közelharcra.« Azt feleltem: »Ha lordsága megengedi, hogy kicseréljem a confides‑t expects‑re, a jelzés hamarosan meglesz, mert az expects szó benne van a szótárban, a confides‑t viszont ki kell betűzni.« Őlordsága sebtében, látható elégedettséggel azt válaszolta, »Jó lesz, Pasco, tegye meg azonnal.«
Az Anglia kifejezést a korban gyakran használták az Egyesült Királyságra utalva, bár a brit flottában jelentős írországi, skót és walesi erők is voltak az angolok mellett. Így 1805. október 21-én délelőtt körülbelül 11:45-kor elküldték a brit történelem leghíresebb tengeri üzenetét. A zászlójelzés pontos ideje ismeretlen (egy leírás egészen fél tizenegyre teszi), mivel az üzenetet megismételték az egész flottában, és a naplókat a csata után írták meg, de Pasco „körülbelül negyed órával dél előtt”-re teszi, és a többi sorhajó naplója szintén eme időpont körülre becsüli.

Nelson híres zászlójelzése, Popham Telegraphic Signals of Marine Vocabulary-ját használva

A jelzést a Telegraphic Signals of Marine Vocabulary néven ismert numerikus zászlókóddal küldték, melyet 1800-ban Sir Home Popham ellentengernagy dolgozott ki, és mely Lord Howe admirális korábban készített jelkönyvein alapult. Ez a kód tíz jelzőzászlóhoz rendelte a számokat 0-tól 9-ig. Ezen zászlók kombinációja kódszámokat képviselt, amelyek egy kódkönyvből nyerték el jelentésüket, melyet eljuttattak a brit Királyi Haditengerészet minden hajójának, és melyet ólomnehezékkel láttak el, hogy a tengerbe lehessen vetni elfogás esetén. A kódszámokról azt vélik, hogy a farárbócra húzták őket fel, egyiket a másik után, miközben a „távíró zászló” is lobogott, hogy mutassa, hogy a jelzés Popham kódját használja. A duty (’kötelesség’) szó nem szerepelt a jelkódexben, és nem is volt helyettesítve, ahogy a confides (a két legközelebbi szót, a best-et és az utmost-ot (’legjobbat’, ’lehető legtöbbet’) nem tartották megfelelőnek), ezért ki kellett betűzni, így a teljes üzenethez tizenkét „felhúzásra” volt szükség. (A duty szót a jelzett módon kódolták, az 1–25 számok képviselték a betűket A-tól Z-ig a J kihagyásával; a kor ábécéjében a V megelőzte az U‑t.) Az üzenet elküldése körülbelül négy percbe telhetett. Egy négy-hat főből álló, Pasco hadnagy vezette csapat készíthette elő és húzhatta fel a zászlókat Lord Nelson zászlóshajóján, az HMS Victoryn. Az üzenet mutatja Popham kódjának hiányosságait – még a kétbetűs „do” (tesz) is három zászlót igényelt. A jelentések szerint nagy üdvrivalgás hallatszott, amint a jelzést felhúzták és megismételték flottaszerte.
A „támadd az ellenséget közelebbről” („engage the enemy more closely”) volt Nelson utolsó jelzése a flottának 12:15-kor, mielőtt egyetlen brit ágyúgolyót kilőttek volna az ellenségre. Ezt az üzenetet a távíró zászló és az 1-es és 6-os zászlók segítségével küldték. Nelson azt parancsolta, hogy a jelzést húzzák fel és tartsák fent az árbócon. Az üzenet mindaddig fent maradt, amíg el nem lőtték a csata során.

## A csata után

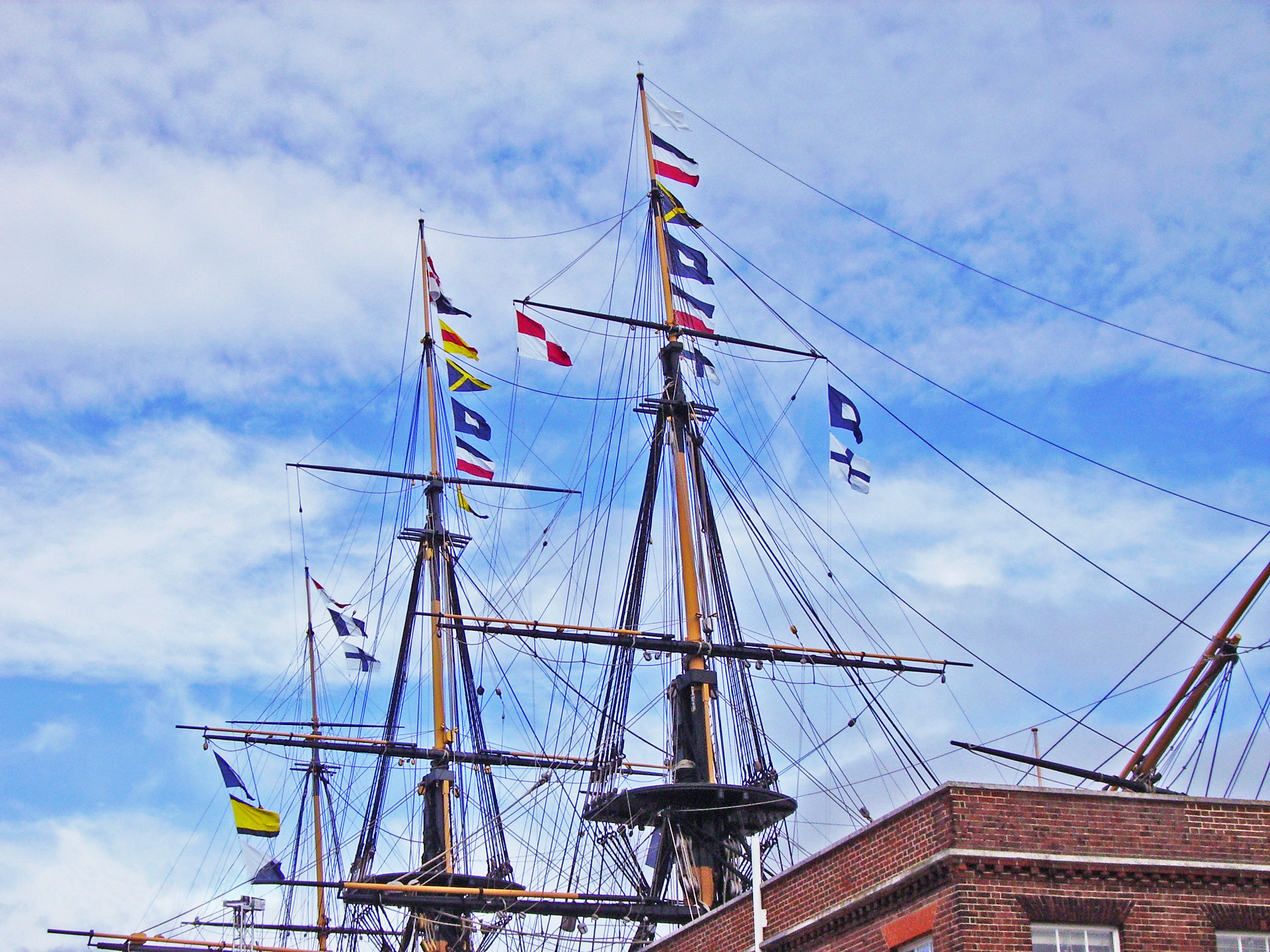
Nelson üzenete az „England expects that every man will do his duty”, a Victoryn lebegve a trafalgari csata kétszáz éves évfordulóján.

Szinte azonnal elkezdték félreidézni a jelzést. A flotta néhány hajója úgy jegyezte fel a jelzést, hogy „England expects every man to do his duty,” (kihagyva a that-et, a will‑t pedig to-val helyettesítve). Ez a változat annyira elterjedt, hogy így szerepel a Nelson oszlopának alján és a Szent Pál-székesegyházban lévő sírján is. Azonban a Victory hajónaplója és John Pasco jelzőtiszt és Henry Blackwood (az Euryalus nevű fregatt kapitánya) elbeszélései, akik mindketten jelen voltak a jelzés elkészítésénél, megegyeznek az itt használt alakban. 1811-ben John Braham tenor írt egy The Death of Nelson (’Nelson halála’) című dalt, melyben szerepelt e jelzés szövege. A dal szinte azonnal híressé vált, és a 19. században Brit Birodalom-szerte játszották. Hogy a szavak megfeleljenek a ritmusnak, England expects that every man this day will do his duty-ra változtatták (hozzátették, hogy „e napon”). A jelzés ezen változata is igen gyakori.
1885 és 1908 között úgy vélték, hogy a jelzést az 1799-es jelkódexszel küldték: 1885-ben ugyanis rámutattak, hogy ezt egészen 1808-ig nem cserélték le. 1908-ban azonban felfedezték, hogy az Admiralitás valójában 1803 novemberében megváltoztatta a jelkódot, miután az 1799-es változatot elfogták a franciák, és az új jelkódexet 1805 szeptemberében Cadiznál kiosztották Nelson flottájának. Ennek eredményeként az e két időpont között publikált könyvek a jelzést rossz zászlókkal mutatják be.
A jelzést még mindig minden évben felhúzzák a Portsmouth-i szárazdokkban álló Victoryra, Trafalgar Dayen (október 21-én), bár a jelzőzászlókat mind egyszerre rakják ki a hajó orrától a faráig, és nem a farárbócra.

### Hasonló jelzések
Nelson híres jelzését a világ többi nagy haditengerészete is átvette. Napóleon császár elrendelte az üzenet francia fordításának, „La France compte que chacun fera son devoir”-nak kijelzését a francia hadihajókon. 1814 szeptemberében a plattsburghi csata kezdetén Thomas MacDonough amerikai hajóraj-parancsnok az Impressed seamen call on every man to do his duty (’A besorozott tengerészek felhívnak mindenkit, hogy tegyék meg a kötelességüket’) üzenetet küldte, ezzel utalva arra, hogy az amerikai haditengerészek besorozása az 1812-es háború egyik kiváltó oka volt. A csuzimai csata előtt a japán Togo admirális (aki Angliában tanult haditengerészetet 1871 és 1878 között) az jelezte a flottájának: The fate of the Empire depends upon today’s battle: let every man do his utmost (’A Birodalom sorsa múlik a mai csatán: tegye meg mindenki a tőle telhető legtöbbet’).

## Fordítás
- Ez a szócikk részben vagy egészben az  England expects that every man will do his duty című angol Wikipédia-szócikk ezen változatának fordításán alapul.  Az eredeti cikk szerkesztőit annak laptörténete sorolja fel. Ez a jelzés csupán a megfogalmazás eredetét és a szerzői jogokat jelzi, nem szolgál a cikkben szereplő információk forrásmegjelöléseként.